# Materie
Materie of stof is alles dat massa heeft en ruimte inneemt. 
Materie is waarneembaar en het waarneembare deel van het universum bestaat uit materie. Een ruimte waarin geen materie aanwezig is is een vacuüm. Alle materie is opgebouwd uit zeer kleine deeltjes. Het gedrag van deze deeltjes bepaalt de eigenschappen van materie. Materie kan verschillende aggregatietoestanden hebben, zoals vaste, vloeibare, of gasvormig. In vaste of vloeibare vorm is materie visueel waarneembaar (zichtbaar). Een ruimte waarin geen materie aanwezig is wordt in de natuurkunde een vacuüm genoemd. Een begrensde hoeveelheid materie is een lichaam, in vaste toestand is het een object. Een bepaalde soort materie met een specifieke functie is een materiaal.

## Natuurkundige opvatting van materie
Volgens de  natuurkunde bestaat materie in "microscopische" zin uit fermionen. Dat zijn deeltjes die gekenmerkt worden door een halftallige spin, zoals elektronen, muonen, protonen en neutronen. Elementaire bosonen, die de kracht overbrengende deeltjes zijn, zoals het foton en het gluon, zijn dus geen materie, hoewel ze wel energie bezitten en soms ook massa.
In de relativiteitstheorie worden massa en energie aan elkaar gelijkgesteld, in die zin dat massa in energie kan worden omgezet (annihilatie) en omgekeerd energie in massa. Massa en energie zijn volgens deze theorie dus uitwisselbare begrippen.

### Aggregatietoestanden
Materie kan de volgende, macroscopische (zintuiglijk waarneembare) verschijningsvormen of aggregatietoestanden aannemen, afhankelijk van temperatuur en druk:
- Bose-Einstein condensaat
- vast
- vloeibaar
- gasvormig
  - plasma

## De scheikundige benadering van materie
Materie wordt in de scheikunde als volgt onderverdeeld:
- materie
  - stof (zuivere stof)
    - enkelvoudige stof
    - samengestelde stof

  - mengsel
    - homogeen mengsel
    - heterogeen mengsel

## Levende en levenloze materie op aarde, en hun recycling
Alle levende organismen op aarde behoren tot de levende materie. Van eencelligen als bacteriën, microscopische schimmels en fytoplankton tot de oerwouden, en het overige planten- en dierenrijk. Meercellige organismen bestaan uit verschillende celweefsels. Organismen, of levende materie, zijn onderhevig aan stofwisseling, ten behoeve waarvan er een constante uitwisseling van materie plaatsvindt met de omgeving. Planten, en andere autotrofen, nemen anorganische stoffen (water en kooldioxide) uit hun omgeving op; ze zetten deze stoffen om in respectievelijk organische glucose, en in zuurstofgas, dat ze weer afgeven aan hun omgeving: het biochemische proces van de fotosynthese. Autotrofen zijn vervolgens ook in staat, vanuit glucose, andere soorten biomoleculen aan te maken, waarmee ze hun eigen weefsels opbouwen en onderhouden. Heterotrofe organismen zijn, via verschillende voedselketens, afhankelijk van deze autotrofen voor hun voedselvoorziening. Afgestorven levende materie of organische stof is onderhevig aan biologische afbraak. Levende materie is daarmee een onderdeel van de voedingsstoffenkringloop. De overige, levenloze, natuurlijke materie omvat alle gesteenten, het water in de oceanen en in de poolijskappen, en de gassen waaruit de aardatmosfeer bestaat. De waterkringloop is medebepalend voor de weersverschijnselen. Op geologische tijdschaal is er ook sprake van een gesteentekringloop. De koolstofkringloop ten slotte, maakt deel uit van zowel de voedingsstoffenkringloop (biomoleculen) als van de gesteentekringloop (carbonaten).

## Materie in de filosofie
De filosofische stroming die de werkelijkheid beschouwt als voornamelijk of uitsluitend bestaande uit materie, wordt materialisme genoemd.

## Wetenschapsgeschiedenis
Materie werd gedurende de (wetenschaps)geschiedenis niet steeds op dezelfde manier geïnterpreteerd. De eerste omschrijving kwam, in de 4de eeuw voor Christus, van de Griekse filosoof Democritus: 
… alle stoffen zijn opgebouwd uit kleine starre bolletjes …
Hij noemde deze bolletjes a-tomen (niet-deelbaren).
De Griekse filosoof Aristoteles keerde terug naar de oudere opvatting van Empedocles, die stelde dat alle stoffen uit 4 'elementen' zijn opgebouwd: aarde (droog en koud), water (nat en koud), lucht (nat en warm) en vuur (droog en warm).
In de 17e eeuw durfde Robert Boyle de opvatting van Aristoteles, die ook door de Kerk werd aangehangen, in twijfel te trekken. Boyle keerde terug naar het deeltjesmodel van Democritus, en stelde dat alle materie bestaat uit deeltjes, die zich met elkaar verbinden tot moleculen. De verschijnselen die hierdoor verklaard konden worden werden steeds talrijker, zodat de deeltjestheorie in de natuurwetenschap tegenwoordig algemeen aanvaard wordt.
Nieuwe ontdekkingen hebben deze opvatting verder verfijnd, in de scheikunde in de 19e eeuw culminerend in het concept van het periodiek systeem, en in de natuurkunde in de 20e eeuw in het concept van de elementaire deeltjes.